# Bonte ijsvogel
De bonte ijsvogel (Ceryle rudis) is een vogel uit de familie van de ijsvogels (Alcedinidae). De wetenschappelijke naam van de soort werd in 1758 als Alcedo rudis gepubliceerd door Carl Linnaeus. Hij nam de naam over van Fredrik Hasselquist, die in 1757 een beschrijving ervan publiceerde.

## Veldkenmerken
Bont betekent bij dieren doorgaans zwart-wit gevlekt. De bonte ijsvogel heeft dan ook een kenmerkend zwart-wit verenpak. Mannetjes hebben een opvallende dubbele borstband, vrouwtjes een enkele, onderbroken borstband. Bovendien hebben ze beide een opvallende kuif. De lengte van de vogel bedraagt 25 cm, en het gewicht 68 tot 110 gram.

## Leefwijze
Het is een van de weinige ijsvogels die zich ook ver op zee wagen. Ze komen ook bij zoet water voor. Vaak staan ze 'biddend' boven het water om zich, als ze een vis zien, omlaag te storten. Verder eten ze amfibieën, kreeftachtigen en grote waterinsecten.
Deze ijsvogel vormt slaapplaatsen waar soms honderden vogels bij elkaar komen op veilige plaatsen, bijvoorbeeld in mangroven, om te overnachten.

## Voortplanting
Hun nest bevindt zich in steile oevers. Niet broedende vogels werken samen bij het grootbrengen van de jongen van andere vogels.

## Verspreiding en leefgebied
Deze standvogel komt voor in een groot verspreidingsgebied, zowel in Afrika als in Azië. Binnen dit gebied worden vijf verschillende ondersoorten onderscheiden:
- C. r. syriacus: van Turkije tot Israël en verder tot het zuidwesten van Iran.
- C. r. rudis: Egypte en Afrika ten zuiden van de Sahara.
- C. r. leucomelanurus: van Oost-Afghanistan en India tot Zuid-China en noordelijk Indochina.
- C. r. travancoreensis: zuidwestelijk India.
- C. r. insignis: Oost- en Zuidoost-China en Hainan.

Het leefgebied bestaat uit een groot aantal landschapstypen in de buurt van kusten, aan rivieren en in moerasgebieden.

## Status
De bonte ijsvogel heeft een enorm groot verspreidingsgebied en daardoor alleen al is de kans op de status kwetsbaar (voor uitsterven) gering. De grootte van de populatie wordt (zeer ruw) geschat op 10.000 tot 100.000 individuen. Over trends in de tijd is niets bekend en verder is er geen aanleiding te veronderstellen dat de soort in aantal achteruit gaat. Om deze redenen staat de bonte ijsvogel als niet bedreigd op de Rode Lijst van de IUCN.

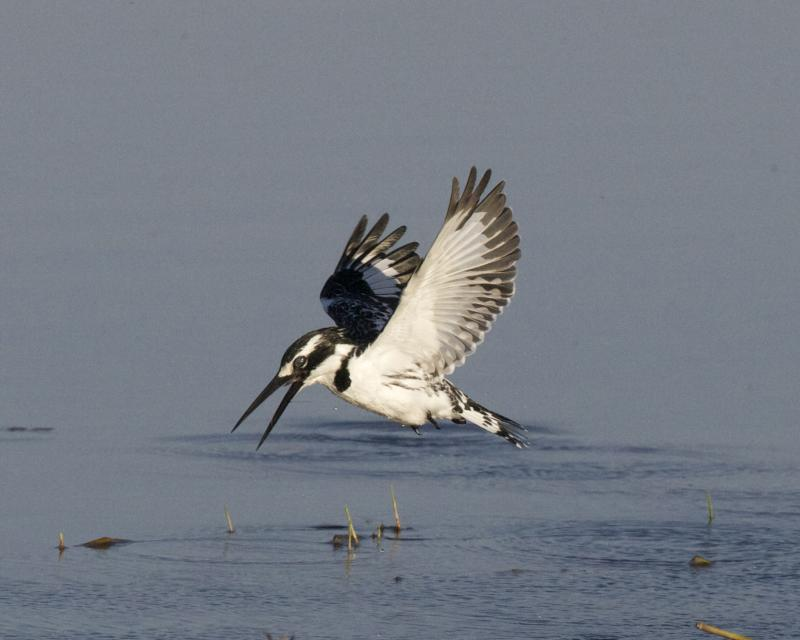
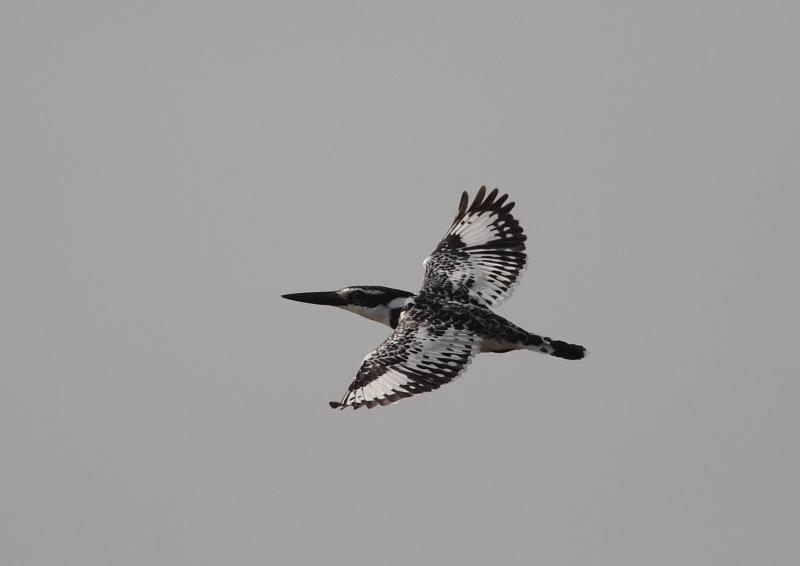
In de vlucht
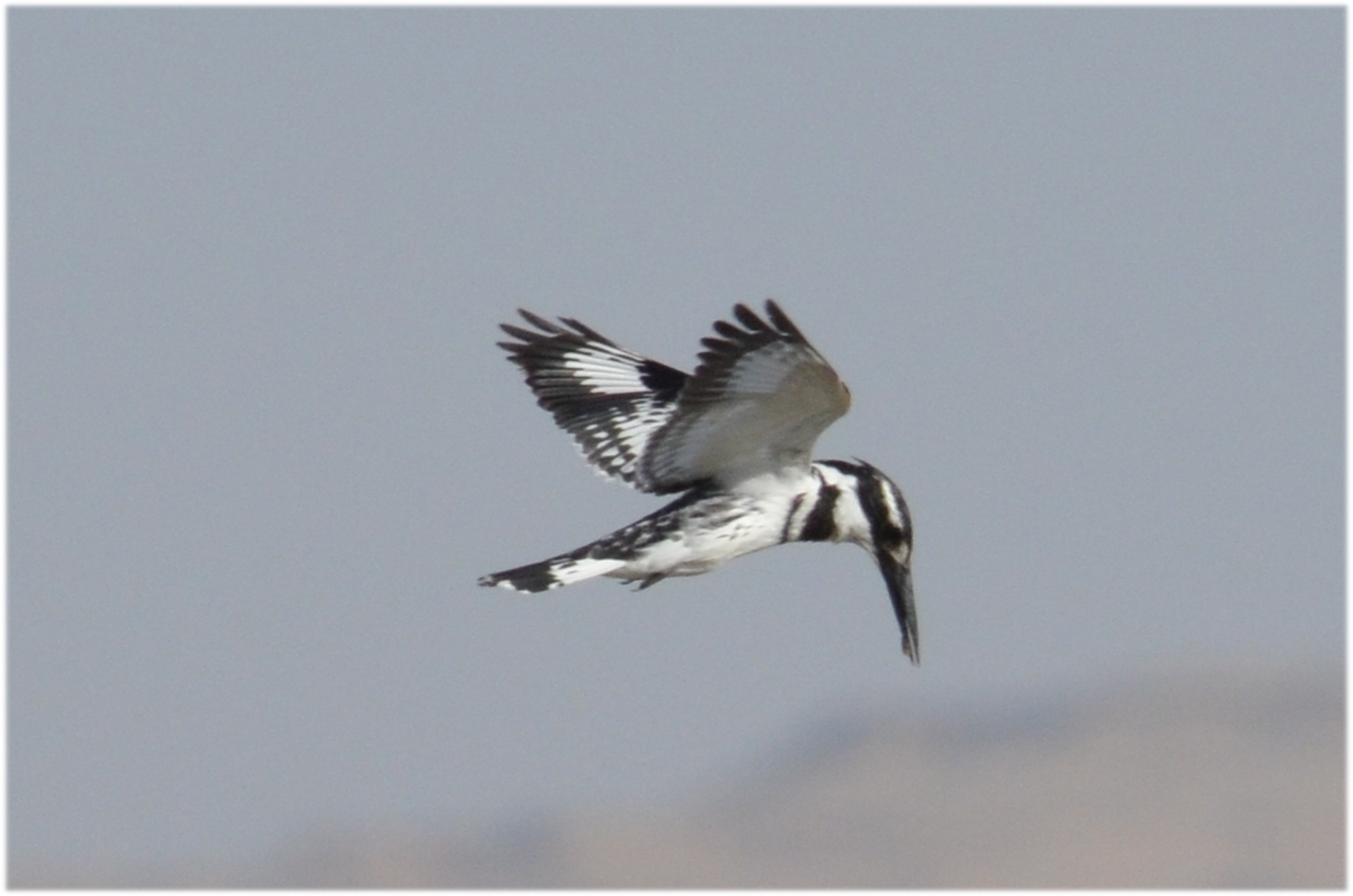
Biddend
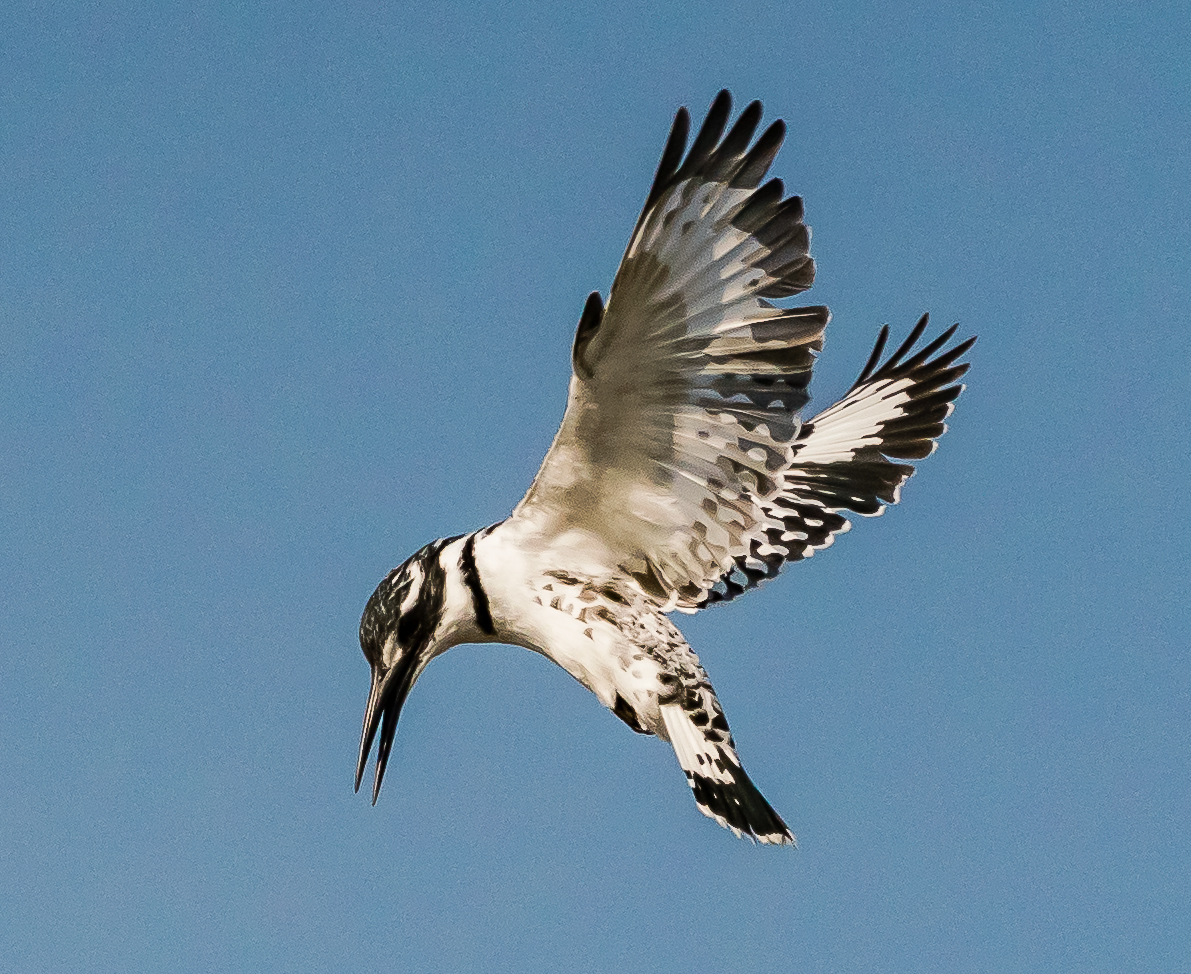
Biddend
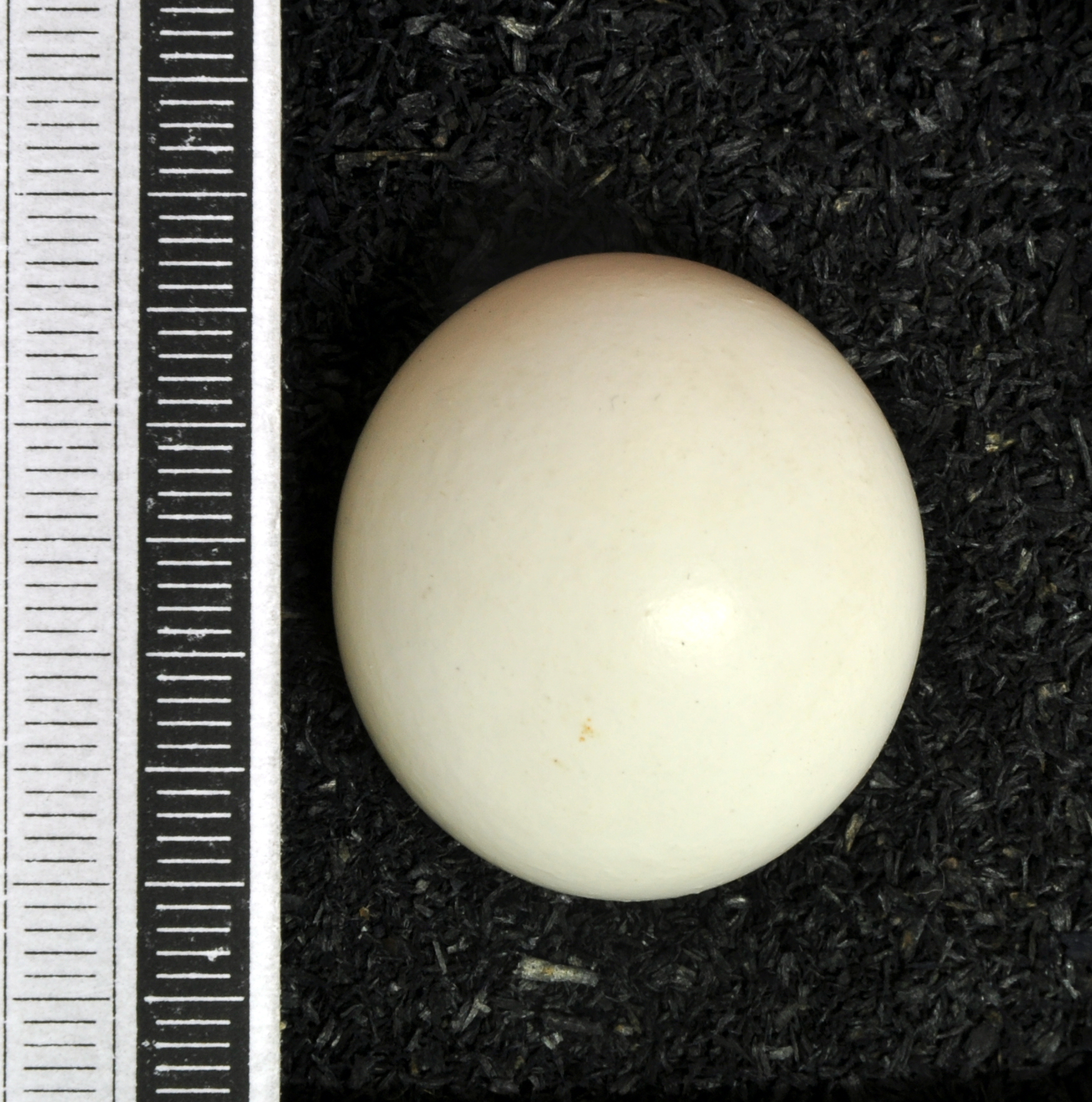
Ei (collectie Museum Wiesbaden)